# 国松孝二
国松 孝二（くにまつ こうじ、1906年11月3日 - 2006年5月8日）は、日本のドイツ文学者。旧制武蔵高等学校教員、九州帝国大学教授、東京大学教授、立教大学教授、専修大学教授を歴任。
兄は経済地理学者の国松久弥。

## 経歴
千葉県船橋市生まれ。旧制水戸高等学校を経て、1930年東京帝国大学文学部独文科卒。1931年旧制武蔵高等学校教員。1945年九州帝国大学教授。1950年東京大学教養学部教授、1956年同文学部教授、1967年定年退官、立教大学教授。1970年から専修大学教授、1977年、退職。
中世から近現代までのドイツ語ドイツ文学に精通し、ゲーテ、 シュトルム 、ハンス・カロッサ等の名作の名訳を残した。編集長を務めた『独和大辞典』は詳細で分かりやすいと評され、特に「話法の不変化詞」「話法性をあらわす副詞」の記述は高く評価された。同辞書はドイツ語学習者であれば、一度は手にしたことがあるとも言われる。
2002年、東京大学教授柴田翔の働きかけによって、膨大な蔵書が一橋大学大学院言語社会研究科言語資料室に寄贈された。文庫名は「国松文庫」。
2006年5月8日に肺炎で死去。享年99。
ロシア文学・比較文学者で桃山学院大学教授の国松夏紀は長男。次男の国松春紀は在野の文学研究者で『国松春紀書誌選集I・II・III』などの著書がある。　

## 著書
- 『人間人生懐疑 わが箴言』（白水社） 1974年
- 『浮塵抄』（同学社） 1988年

## 翻訳
- 『ドストエフスキー研究』（チム・セガロフ、五味松樹共訳、健文社） 1934年
- 『乾草の月 ヘルマン・ヘッセ短篇小説』（ヘルマン・ヘッセ、白水社） 1938年
のち角川文庫
- 『狂へる花 ウルズラー』（ゴトフリート・ケラー、岩波文庫） 1938年
- 『悪魔の霊薬』（E・T・A・ホフマン、冨山房、冨山房百科文庫） 1939年
- 『海の彼方より・聖ユルゲンにて』（テオドール・シュトルム、岩波文庫） 1940年
- 『北の海』（シュトルム、弘文堂書房） 1940年
- 『暗い春』（エーミール・シユトラウス、白水社） 1940年
- 『犠牲』（ビンディング、高橋健二共訳、河出書房） 1941年
- 『三つの死』（エーブナー＝エッシェンバッハ、郁文堂） 1941年
- 『ドイツ民譚集 1』（グスタフ・シュワープ、岩波文庫） 1948年
- 『ヘルマンとドロテーア』（ゲーテ、養徳社） 1949年
のち新潮文庫 1952年
- 『ドイツ文学史 第1』（ヴィルヘルム・シェーラー、富士田英三共訳、創元社） 1949年
- 『三つのたから 1』（グリム、刀江書院） 1950年
- 『若きウェルテルの悩み』（ゲーテ、養徳社） 1950年
- 『クルミわりとネズミの王さま』（ホフマン、岩波少年文庫） 1951年
- 『美しき誘い』（シュトルム、岩波文庫） 1951年
- 『みずうみ・人形つかい』（シュトルム、角川文庫） 1951年
- 『ふしぎなオルガン』（レアンダー、岩波少年文庫） 1952年
- 『青春は美し』（ヘルマン・ヘッセ、三笠書房） 1952年
- 『青春変転』（ハンス・カロッサ、角川文庫） 1953年
- 『春の調べ 一つの生涯』（エミール・シュトラウス、角川文庫） 1954年
- 『グリム童話全集 5』（河出書房） 1955年
新版『グリム童話集 5』（偕成社文庫） 1980年
- 『くろんぼのペーター』（ヴィーヘルト、岩波少年文庫） 1965年
- 『何故と問うなかれ』（ワルター・カヴィーツェル、斎藤栄治・三浦靱郎共訳、白水社） 1955年
- 『アルプスの少女』（ヨハンナ・スピリ、城山良彦共訳、三笠書房） 1956年
- 『遅咲きの薔薇』（シュトルム、角川文庫） 1959年
- 『ヒルティ伝』（アルフレート・シュトゥッキ、伊藤利男共訳、白水社） 1959年
- 『楽しいドイツ語』全3巻（ケスラー、酒井良夫・浜川祥枝共訳、白水社） 1959 - 1960年
- 『ヘルマンとドロテーア / ドイツ亡命者の談話』（ゲーテ、人文書院、ゲーテ全集8） 1961年
- 『アフリカ物語 / ペリカンの生活と意見』（アルベルト・シュヴァイツァー、浅井真男共訳、白水社） 1963年
- 『少年少女聖書物語』（アンネ・デ・ヴリース、鈴木武樹共訳、白水社） 1965年
- 『ゲーテ対話録 第3巻』（ヨハン・ペーター・エッカーマン、白水社） 1965年：全5巻
- 『ドイツ語の歴史』（H・モーザー、白水社） 1967年
- 『いぬのウォータンは同級生』（マルレーン・ハウスホーファー、講談社、世界の児童文学名作シリーズ） 1971年：国際アンデルセン賞受賞

## 編著・共著
- 『初級ドイツ語』（藤田五郎・常木実 河出書房新社） 1958年
- 『ドイツの文学　文学案内3』（高橋義孝 新潮社） 1963年
- 『コンサイス和独辞典』（三省堂） 1966年
- 『簡単なドイツ文法』（福山明治 / ハ・シュタインベルグ、朝日出版社） 1975年
- 『独和大辞典』（小学館） 1985年